# Стюарт, Уильям (британский офицер, 1774—1827)
Лейтенант-генерал сэр Уильям Стюарт (10 января 1774 — 7 января 1827) был британским военным офицером, первым командиром стрелковой бригады принца-консорта, командиром дивизии в Пиренейской войне и шотландским членом парламента в британском парламенте.

## Ранний период жизни
Уильям Стюарт, родившийся 10 января 1774 года, был четвёртым (вторым выжившим) сыном Джона Стюарта, 7-го графа Галлоуэя (1736—1806) и его второй жены Анны (1742/3—1830), дочери сэра Джеймса Дэшвуда, 2-го баронета. Чарльз Джеймс Стюарт, второй епископ Квебека, был его младшим братом. 

## Член парламента
Он представлял Солтэш в Корнуолле с 1795 по 1796 год, Уигтоншир (1796—1802), Уигтаун Бургс (1803—1805) и снова Уигтоншир (1812—1816).

## Ранняя военная служба
Стюарт поступил в британскую армию в 1786 году в качестве двенадцатилетнего прапорщика 42-го пехотного полка. Его действительная служба началась в Вест-Индийской кампании 1793—94, где он был ранен. После дальнейшей службы в Вест-Индии, когда он командовал 67-м пехотным полком в Сан-Доминго (1796—98), Стюарт вернулся в Европу и получил разрешение служить вместе с австрийскими и русскими союзниками Британии в Италии, Швабии и Швейцарии во время кампании 1799 года.
Стюарт чрезвычайно интересовался оружием и тактикой. Вероятно, именно его наблюдения в 1799 году «легкой пехоты» и тирольских и хорватских солдат, которые не сражались в жёстко заданном боевом порядке, как было принято в обычных пехотных частях, побудили его предложить британской армии тоже включить в себя постоянную «легкую пехоту», вооружённую винтовками. Его идеи получили поддержку, особенно у влиятельного королевского шталмейстера, полковника Кута Мэннингема, с которым Стюарт впервые встретился в Вест-Индии.
В марте 1800 года был создан экспериментальный «Корпус стрелков». В августе Стюарт командовал им во время десантной атаки в Ферроле, где был тяжело ранен в грудь, когда вёл своих стрелков по скалам. В октябре 1800 года корпус был объявлен официально созданным, с Мэннингем в звании полковника и Стюартом в должности подполковника и командира.
Инструкции Стюарта для стрелкового корпуса, который впоследствии стал знаменитым 95-м пехотным полком, показывают, насколько продвинуто его тактическое мышление по сравнению с его современниками. Он разработал и внедрил специально адаптированные формы тренировок и манёвров, медали за храбрость и хорошее поведение, классификацию по навыкам стрельбы, школу и библиотеку для солдат, требуя, чтобы каждый офицер стрелковой роты хорошо знал каждого из своих подчинённых.
Вскоре после того, как ему исполнилось 27 лет, Стюарт был назначен командовать 895 солдатами (114 из стрелкового корпуса и 781 из 49-го полка), которые должны были служить морскими пехотинцами на флоте, отправленном на Балтику в 1801 году. Он находился в юте HMS Elephant, флагмана адмирала Нельсона во время великого морского Копенгагенского сражения 2 апреля 1801 года. Нельсон сообщил, что «Достопочтенный полковник Стюарт оказал мне честь, служа на борту Elephat’а; он лично, вместе с каждым офицером и солдатом его отряда, с радостью разделял труды и опасности флотской жизни» (отряд Стюарта потерял 4 убитых и 6 раненых).
Стюарт получил почётное задание доставить в Лондон депешу, сообщающую о победе, и был упомянут в благодарности Парламента, принятой 16 апреля 1801 года. Через шесть дней он получил официальное письмо о повышении в должности до полковника, действующее со дня битва при Копенгагене. Нельсон писал лорду Сент-Винсенту, восхваляя «полковника Стюарта, который является превосходным и неутомимым молодым человеком, от которого зависит растущая надежда нашей армии».
Нельсон написал по меньшей мере одиннадцать писем Стюарту за четыре года между Копенгагеном и его смертью в Трафальгаре, которые были включены в сборник работ Стюарта, опубликованных в частном порядке как «Бумаги Кумлодена».
В 1802 году стрелковый корпус был переименован в 95-й (стрелковый) полк, и вместе с 43-м и 52-м полками был объединён в знаменитую легкую бригаду под командованием сэра Джона Мура. Стюарт был первым полковником 95-го, но вскоре ему пришлось передать его оперативное командование, когда он был назначен бригадным генералом. Сердцем Стюарт все ещё был со стрелковым полком, и в 1805 году он опубликовал работу «Наброски плана общей реформы британских сухопутных войск», в которой выступал за принятие на национальном уровне многих нововведений, сделанных им в 95-м полку.
Стюарт занимал важные посты в экспедициях в Египет в 1807 году и в Вальхерен в 1809 году, прежде чем в 1810 году его отправили в Испанию. Хотя Стюарт был ещё в относительно невысоком звании генерал-майора, ему было дано важнейшее задание командовать осаждённым гарнизоном стратегически важного порта Кадиса, и изначально он был под прямым командованием генерала Артура Уэлсли, 1-го герцога Веллингтона. Это привело его к назначению командиром бригады во второй дивизии Пиренейской армии, и в декабре 1810 года Стюарт вступил в эту должность.

## Командир дивизии под началом Веллингтона
В битве при Ла-Альбуэра 16 мая 1811 года Стюарт возглавил британскую 2-ю дивизию, на которую пришёлся главный удар фланговой атаки маршала Сульта. Он развернул бригаду подполковника Джона Колборна, чтобы атаковать левый фланг огромной французской колонны Сульта. Сначала манёвр прошёл хорошо, так как британские мушкетёры в большом количестве уничтожали французскую пехоту. Однако потом, внезапно атакованные с фланга и тыла конными польскими лансерами и французскими гусарами, три полка Колборна были разбиты, потеряв 1250 человек; только 400 спаслись. В этом бою две другие бригады Стюарта также сильно пострадали от стрельбы прямой наводкой французской артиллерии и ружейного огня, но это была не его вина. В эпической борьбе выжившие бойцы из его дивизии сдерживали французов, пока 4-я дивизия не спасла положение. Гловер, историк Пиренейской войны, писал: «Как командир батальона, Стюарт был превзойден только Муром; как генерал он был страшной угрозой».
Веллингтон писал о нём: «Необходимо, чтобы Стюарт был под руководством особого человека». После Ла-Альбера Веллингтон нашёл этого «особого человека» в лице лейтенант-генерала Роланда Хилла. Всё остальное время Пиренейской войны Стюарт и его 2-я дивизия обычно служили под чутким руководством Хилла. Он сражался в корпусе Хилла в кампании при Бургосе осенью 1812 года и в битве при Витории в 1813 году.
15 ноября 1812 года 80 000 французов Сульта противостояли 65 000 англо-португальцев Веллингтона возле Саламанки. Когда Сульт не стал атаковать, Веллингтон приказал отступать в Португалию. Во время отступления Стюарт (временно отвечающий за 1-ю дивизию) и два других командира дивизий не подчинились приказам своего командира. Стюарт, писал Веллингтон, «и некоторые другие генералы собрали военный совет, чтобы решить, выполнять ли мои приказы идти по определённой дороге. Возглавлявший их [Стюарт] решил, что там они не пойдут; они пошли по дороге, ведущей неизвестно куда, и когда я нашел их утром, они были в полном замешательстве, не зная, куда идти и что делать».
В первый день битвы при Пиренеях на перевале Майя Стюарт решил, что французы не будут атаковать, и уехал на десять миль назад. Когда битва началась, его 2-я дивизия всё утро сражалась под руководством неопытного командира бригады и потеряла 1347 человек. Будучи всё ещё в корпусе Хилла, Стюарт сражался в битвах за Нив, Ортез и Тулузу во время вторжения Веллингтона на юг Франции в 1814 году.

## Награды, благодарности и выход на пенсию
За свои заслуги в Пиренеях Стюарт получил Золотой крест с двумя полосами, португальский орден Башни и Меча и испанский орден Святого Фернандо. 2 января 1815 года он стал Рыцарем Большого креста ордена Бани. Стюарт был депутатом от Солтэша в 1795 году и от Уигтоншира с 1796 года, а 24 июня 1814 года спикер поблагодарил его, от имени парламента, за его участие в победах в Витории и Ортезе, а также в промежуточных операциях.
Стюарт больше не служил. Его здоровье было нарушено семнадцатью кампаниями, в ходе которых он получил шесть ран и четыре ушиба, и в 1816 году он оставил свое место в парламенте. В июле 1818 года его перевели в 1-й батальон стрелковой бригады. Он поселился в Кумлодене на границах Вигтона и Кирккудбрайтшира, рядом с семейной усадьбой. Он умер там 7 января 1827 года и был похоронен в Минигаффе.

## Семья
В 1804 году Стюарт женился на Фрэнсис, дочери достопочтенного Джона Дугласа (второго сына графа Мортона). У него был один сын, Горацио, капитан стрелковой бригады, и одна дочь, Луиза.

## Для дальнейшего чтения
- E. M. Lloyd. Stewart, Sir William (1774–1827)|Stewart, Sir William (1774–1827)]] // . — London: Smith, Elder & Co.